# Lacrimatori

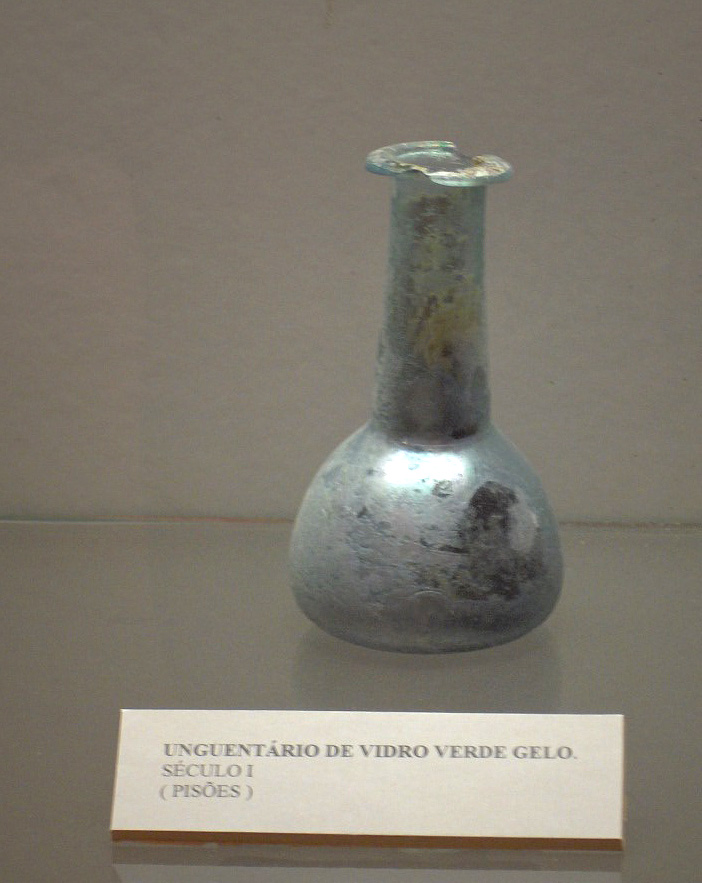
Lacrimatori, museu de Beja (Portugal)

Un lacrimatori era un vas romà petit i de coll estret, que servia per a guardar-hi perfums, i no pas llàgrimes, segons hom solia creure. Aquests petits utensilis o ampolles de vidre o de ceràmica solen ser de coll llarg i de mida petita, d'entorn de 10 cm i 2 cm d'ample. Se solen trobar en els sepulcres romans (també en els de la Grècia hel·lenística) i presenten diferents tipus de decoració. Els realitzats amb test solen estar brunyits i envernissats; els de vidre es realitzaven amb la tècnica del bufat i solien dur la representació d'un ull.
L'ús d'aquesta classe d'objectes es remunta a prop de l'any 1000 aC i es creia que la seva funció era la de recollir les llàgrimes dels parents o ploradores que acompanyaven el sarcòfag del difunt en els rituals fúnebres. Nogensmenys, molts d'estudiosos han arribat a la conclusió que aquests vasos no contenien altra cosa que no fossin bàlsams, perfums i essències per regar la pira o les cendres dels difunts.